# Ardito Desio
El conde Ardito Desio (Palmanova, 18 de abril de 1897 - 14 de diciembre de 2001) fue un explorador, alpinista, geólogo y cartógrafo italiano. Dirigió la expedición italiana al K2 de 1954, que coronó por primera vez la segunda montaña más alta del mundo.

## Semblanza

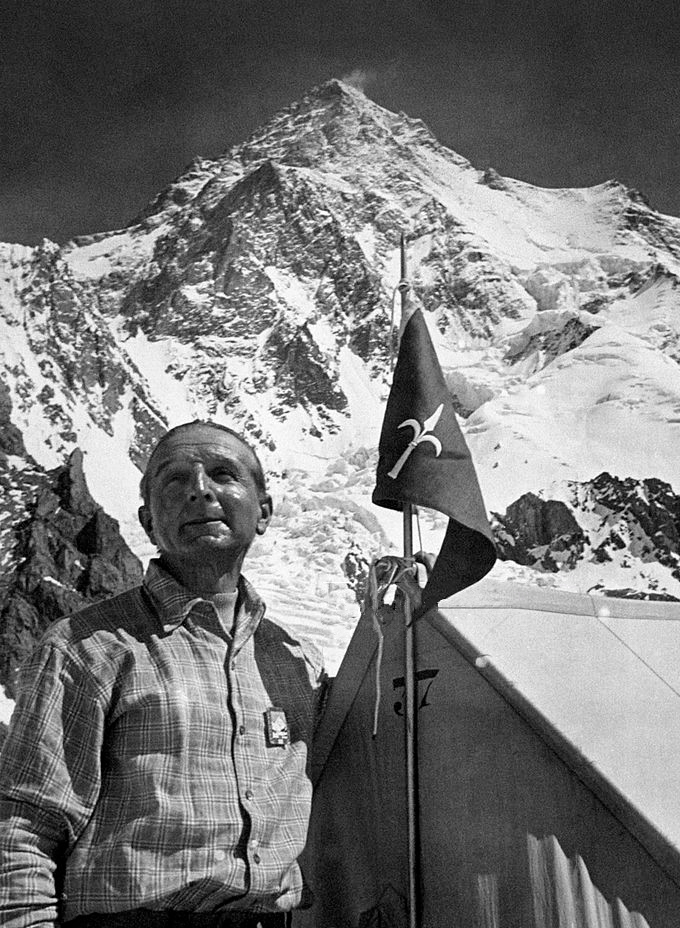
Desio, al pie del K2, en 1954

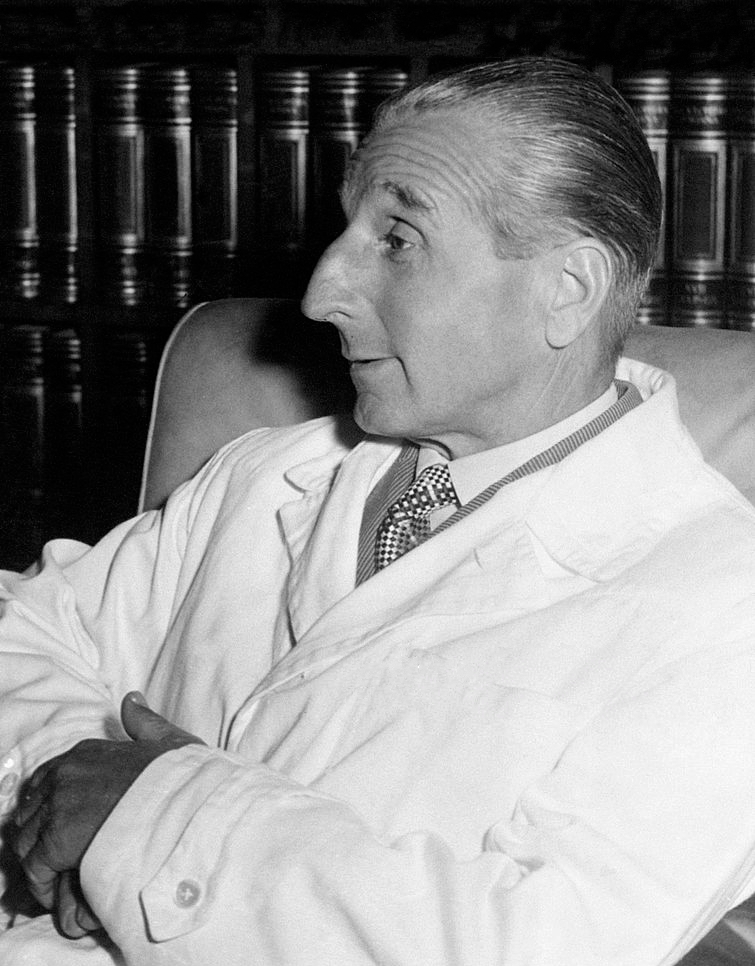
Ardito Desio (años 1950)

Desio nació en Palmanova, en la provincia de Údine, en 1897. Era hijo primogénito de Antonio Desio (originario de Palmanova) y de Caterina Zorzella (nacida en Cividale del Friuli). Tuvo dos hermanas, Nelsa y Bruna.
Asistió a escuelas primarias en su ciudad natal, posteriormente en Cividale del Friuli y más adelante a la escuela secundaria en Liceo Classico Jacopo Stellini de Údine.
Participó desde 1915 en la Primera Guerra Mundial, primero como voluntario ciclista y luego como oficial del 8º Regimiento Alpino. Hecho prisionero en noviembre de 1917, fue liberado en octubre de 1918. Se graduó en Ciencias Naturales en Florencia el 31 de julio de 1920, con una tesis sobre el valle glacial de Resia.
Conservador en el Museo Cívico de Historia Natural de Milán de 1924 a 1927, se convirtió en profesor de Geología en 1927, asistente para Florencia, Pavía y Milán desde 1922. Fue profesor de Geología, Geografía Física y Paleontología en la Universidad de Milán. Ganó el concurso para la cátedra de Geología de la misma universidad en 1931. Director del Instituto de Geología de la Universidad de Milán fundado por él en 1929, y profesor a cargo de la asignatura de Ingeniería Geológica en el Politécnico de Milán, donde organizó y dirigió durante tres años el curso de Técnica de Perforación. Durante cuatro años, coordinó en la Universidad, el curso de Especialización en Geología Aplicada, hasta el 31 de octubre de 1967, cuando dejó de desempeñar su cargo debido a los límites de edad. En 1972 fue nombrado profesor emérito.
Realizó estudios geográficos, geológicos y paleontológicos en Italia y en el extranjero: en Italia, especialmente en los glaciares de los Alpes julianos, Prealpes Lombardos y Ortles-Cevedale, así como estudios ocasionales en Toscana y el valle de Aosta. Su actividad científica está documentada por más de 400 publicaciones de extensión diversa, geográficas, geológicas, paleontológicas e hidrológicas. Los principales trabajos científicos se refieren a los Alpes Julianos, los glaciares de Ortles-Cevedale (Alpes Centrales), el Dodecaneso, Libia, el Sahara Oriental, Etiopía y la cordillera del Karakórum. Escribió un tratado de Geología aplicada a la ingeniería (Ed. Hoepli), y editó el libro Geologia dell'Italia y el volumen monográfico sobre L'Antártida, publicado por UTET. Entre 1926 y 1940 realizó una serie de estudios geológicos en Libia, convirtiéndose en uno de los primeros en encontrar petróleo en este país.
En el campo del alpinismo, dirigió la expedición italiana que alcanzó la cima del K2 el 31 de julio de 1954, en la que participó Walter Bonatti. En esta expedición fueron Lino Lacedelli y Achille Compagnoni los alpinistas que realmente alcanzaron la cima. En 1961 organizó una expedición científica en la cordillera del Hindú Kush y en Katagan (Afganistán) y en 1962 llevó a cabo otra expedición en la cordillera del Karakórum. En 1990 estableció una base científica en el Everest.
Como periodista, escribió durante muchos años en el Corriere della Sera y en Il Giornale, como corresponsal de viajes y como colaborador científico. En ocasiones colaboró con otros periódicos y varias revistas italianas y extranjeras con artículos de naturaleza principalmente geográfica y geológica. Fue director de la Revista Italiana de Paleontología y Estratigrafía, de la revista Geología Técnica y de los Anales del Museo Líbico de Historia Natural (que fundó).
Falleció el 14 de diciembre de 2001 en Roma a los 104 años de edad.

## Reconocimientos
Fue miembro nacional de la Academia Nacional de los Linces y de otras academias italianas y extranjeras, y corresponsal de varias sociedades científicas. Miembro honorario de la Facultad de Ciencias de Universidad de Chile, recibió la membresía honoraria de la Sociedad Geográfica Italiana, de la Sociedad Italiana para el Progreso de la Ciencia, del Gesellschaft fuer Erdkunde de Berlín, de la Sociedad Geológica de Londres, de la Sociedad Geológica de Bélgica, de la Sociedad Paleontológica de la India y de otras sociedades científicas.
Fue galardonado con el Medalla del Patrón de la Royal Geographical Society de Londres, la medalla de oro de Pakistán, la medalla de oro al mérito de la Escuela de Cultura y Arte de Italia, y las medallas de oro de la provincia y los municipios de Milán, de Údine y de Palmanova. Era ciudadano honorario de Aosta y Tarcento.

## Legado
El archivo histórico "Ardito Desio", que contiene la documentación escrita, fotográfica y filmada de la actividad científica y de exploración de Desio, se encuentra en la sección Roma del Club Alpino Italiano. La sección de texto del archivo consta de artículos científicos y revistas de expedición, informes técnicos, anuncios y tarjetas postales y la correspondencia personal del científico; la sección de imágenes consta de unas cuarenta mil fotografías de varios autores y unas cuarenta películas en blanco y negro y en color. El archivo también contiene una sección de objetos, principalmente sobre materiales utilizados en envíos o instrumentos fotográficos y técnico-científicos.